# Opisthoxia fasciata
Opisthoxia fasciata är en fjärilsart som beskrevs av William Schaus 1898. Opisthoxia fasciata ingår i släktet Opisthoxia och familjen mätare. Inga underarter finns listade i Catalogue of Life.